# فرانواختر

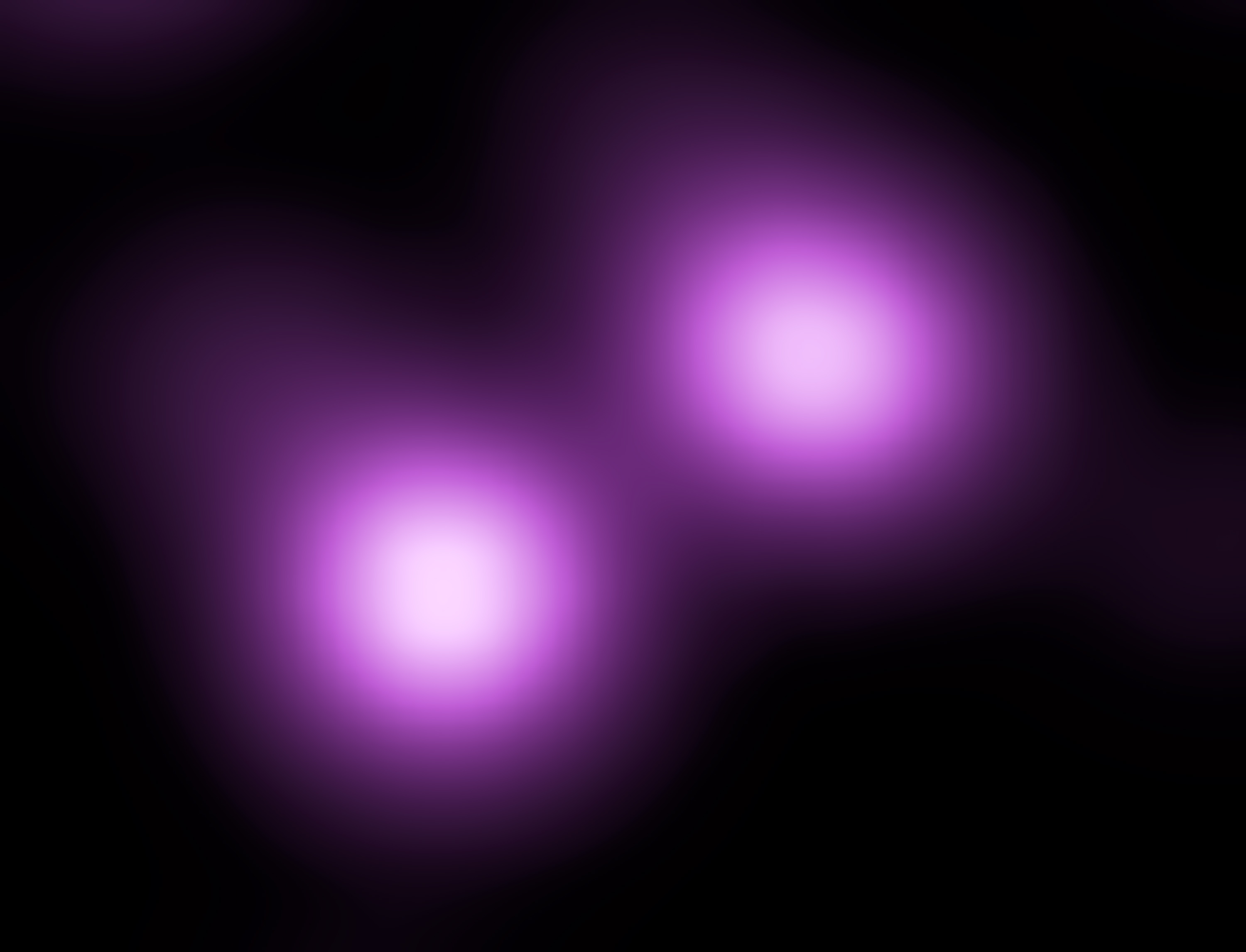
تصویر تلسکوپ چاندرا از اس‌ان ۲۰۰۶جی‌وای، یک فرانواختر ثبت شده در سال ۲۰۰۶. در این تصویر پرتو ایکس منتشر شده از فرانواختر با پرتو ایکس کل کهکشان میزبان خود برابری می‌کند.

فرانواختر (به انگلیسی: Hypernova) که گاهی آن را رُمب‌اَختر (به انگلیسی: Collapsar) می‌خوانند، یک ابرنواختر (Supernova) بسیار باانرژی است که اندیشیده می‌شود از یک سناریوی رمبش مغزهٔ شدید برآید. در این حالت، یک ستارهٔ پرجرم (>۳۰ جرم‌های خورشیدی) می‌رمبد تا یک سیاه‌چالهٔ چرخان که گسیلندهٔ جت‌های انرژی‌دار دوقلو و فراگرفته شده توسط یک دیسک برافزایشی است را فرم دهد. فرانواختر انفجار یک ستاره ابرپرجرم است. انفجار فرانواختری یکی از بزرگترین انفجارهای کیهان است. این انفجارها همچنین بسیار نادر هستند و تاکنون هرگز در یک سال بیش از ۲ فرانواختر ثبت نشده‌اند. تنها ستارگان ولف-رایه و ستارگان نادر و بسیار سنگینی که ۱۰۰ تا ۲۵۰ جرم خورشیدی دارند دچار انفجار فرانواختری می‌شوند.

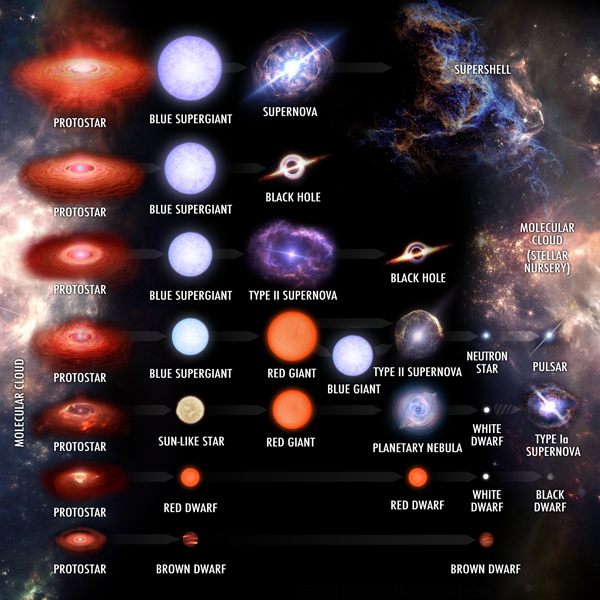
بزرگ‌ترین ستاره‌های زبرغول آبی منفجر میشوند به هیپرنواختر

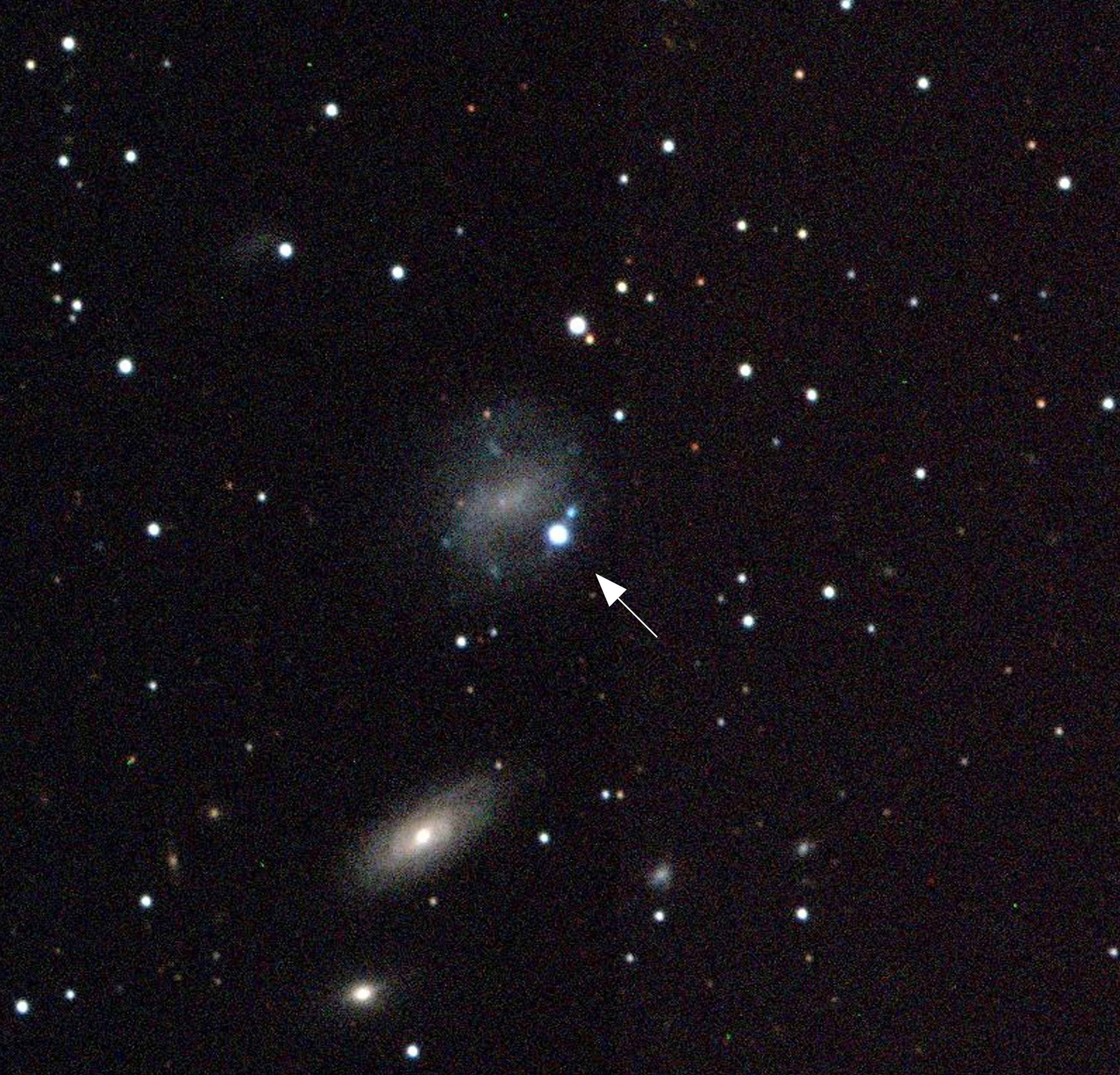
تصویر نپاهشگاه اروپایی جنوبی از هیپرنواختر اس‌ان ۱۹۹۸بی‌دبلیو در یک بازوی مارپیچی کهکشان ای‌اس‌او ۱۸۴-جی۸۲

## نامزدهای فرانواختر در کهکشان راه شیری
اتا شاه تخته از نزدیکترین نامزدهای فرانواختر در کهکشان راه شیری است. در صورت وقوع این انفجار، نور این پدیده در روشنی روز قابل مشاهده و در شب برای مطالعه کافی خواهد بود